# Lucius Robinson

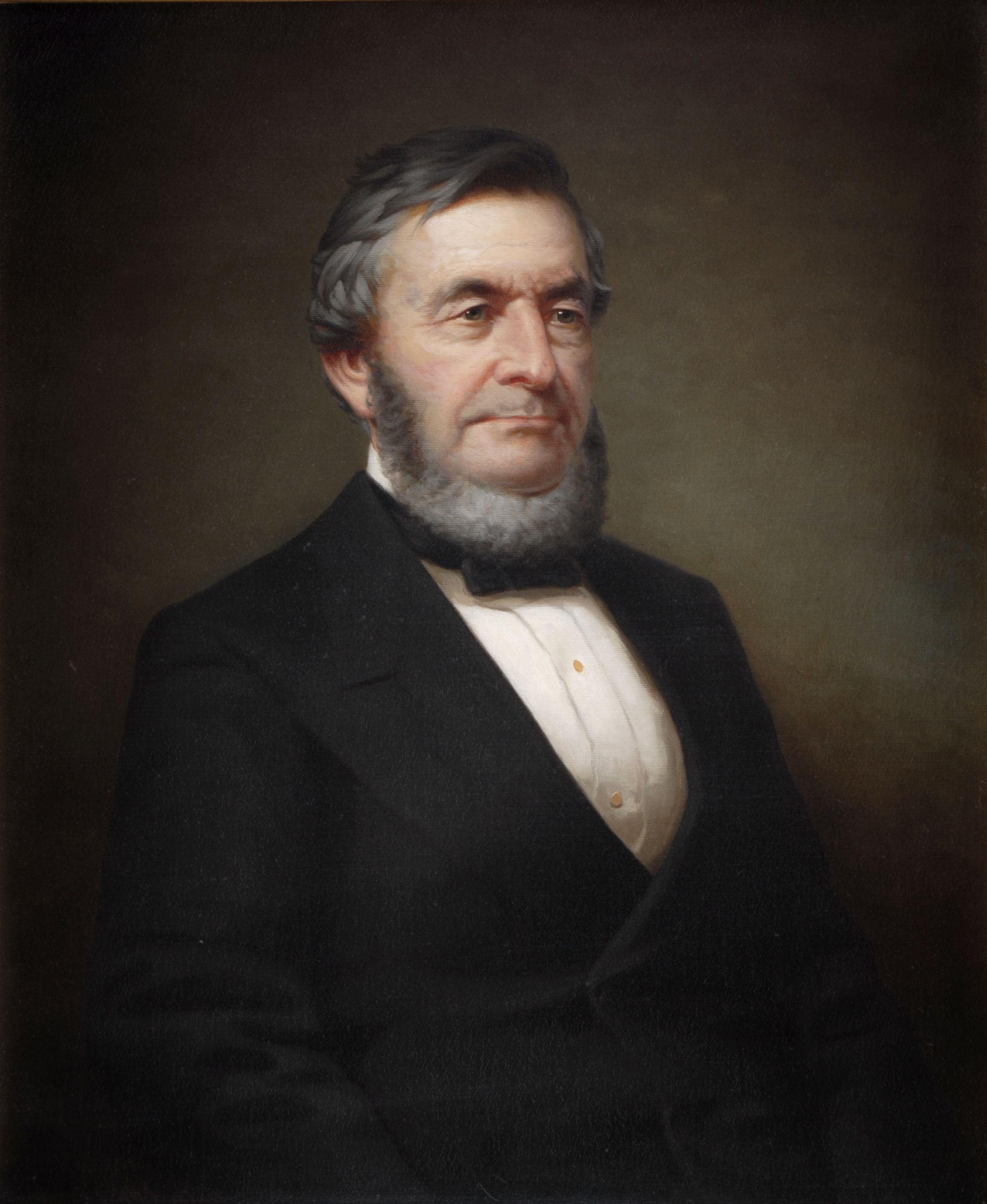
Lucius Robinson

Lucius Robinson (* 4. November 1810 in Windham, Greene County, New York; † 23. März 1891 in Elmira, New York) war ein US-amerikanischer Politiker und von 1877 bis 1880 Gouverneur des Bundesstaates New York.

## Frühe Jahre und politischer Aufstieg
Lucius Robinson besuchte die öffentlichen Schulen seiner Heimat und danach die Delaware Academy in Delhi. Nach einem anschließenden Jurastudium und seiner 1832 erfolgten Zulassung als Rechtsanwalt begann er in Catskill in seinem neuen Beruf zu arbeiten. Robinson wurde Mitglied der Demokratischen Partei. Zwischen 1837 und 1840 war er Bezirksstaatsanwalt im Greene County. Dann zog er nach New York City, wo er der Tammany-Hall-Gesellschaft beitrat. Von 1843 bis 1847 war er im Kanzleigericht von New York City tätig.
Nach der Gründung der Republikaner Mitte der 1850er Jahre verließ er die Demokraten und wurde Mitglied der neuen Partei. Zwischen 1860 und 1861 war Robinson Abgeordneter im Repräsentantenhaus von New York. Von 1862 bis 1865 leitete er als State Comptroller den Rechnungshof des Staates New York, ein Amt, in das er 1876 noch einmal gewählt wurde. Nach dem Bürgerkrieg wechselte Robinson erneut seine Parteizugehörigkeit und wurde wieder Mitglied der Demokraten. Nachdem er sich 1866 erfolglos um eine weitere Amtszeit am Rechnungshof beworben hatte, arbeitete er zunächst als Rechtsanwalt. In den Jahren 1871 und 1872 war Robinson Mitglied einer Kommission zur Überarbeitung der Staatsverfassung von New York. Lucius Robinson war auch einer der Direktoren der Erie Railroad. Im Jahr 1876 war Robinson auch Delegierter zur Democratic National Convention.

## Gouverneur von New York
Am 7. November 1876 wurde er zum neuen Gouverneur seines Staates gewählt. Er kam als erster Gouverneur dieses Staates in den Genuss einer dreijährigen Amtszeit. Die Verlängerung der Amtszeit von zwei auf drei Jahre war 1874 als Bestandteil eines Zusatzes zur Staatsverfassung verabschiedet worden. Damit konnte Lucius Robinson zwischen dem 1. Januar 1877 und dem 1. Januar 1880 als Gouverneur amtieren. In dieser Zeit wurde das neue Kapitol in der Hauptstadt Albany fertiggestellt und eine Schule für Erwachsene eröffnet. Gouverneur Robinson widersetzte sich den Wünschen von Tammany Hall und verlor daraufhin deren Unterstützung. Deren damaliger Leiter John Kelly beschloss bei den nächsten Gouverneurswahlen selbst zu kandidieren. Da auch Robinson erneut antrat, wurde damit die Demokratische Partei gespalten. Davon konnte der Republikaner Alonzo B. Cornell profitieren, der die Wahlen gewann und im Januar 1880 Robinsons Nachfolger wurde.
Nach dem Ende seiner Gouverneurszeit zog sich Robinson aus der Politik zurück. Er starb im März 1891 an einer Lungenentzündung. Ex-Gouverneur Robinson war zweimal verheiratet und hatte insgesamt drei Kinder.